# Grey's Anatomy (10.ª temporada)
A décima temporada do drama médico americano Grey's Anatomy, começou a ser exibida nos Estados Unidos na American Broadcasting Company (ABC) em 26 de setembro de 2013, e terminou em 15 de maio de 2014, tendo um total de 24 episódios. A temporada foi produzida pela ABC Studios, em associação com a produtora ShondaLand e The Mark Gordon Company, sendo Tony Phelan e Joan Rater os showrunners do programa. A temporada foi oficialmente lançada em DVD como um box set de seis discos sob o título de Anatomia de Grey's Anatomy: The Complete Tenth Season – Live For The Moments em 2 de setembro de 2014 pela Buena Vista Home Entertainment.
A temporada foca-se principalmente na relação entre a protagonista da série Meredith Grey (Ellen Pompeo) e Cristina Yang (Sandra Oh), com ambas seguindo caminhos diferentes relacionando suas carreiras com seus relacionamentos. Derek Shepherd (Patrick Dempsey) e Callie Torres (Sara Ramírez), que se separara de sua esposa Arizona Robbins (Jessica Capshaw), se uniram na Casa Branca para trabalhar em um projeto de mapeamento cerebral. Miranda Bailey (Chandra Wilson) estava em um projeto de mapeamento do genoma humano. Yang e Owen Hunt (Kevin McKidd) gradualmente levam seu relacionamento de complicado e doloroso a um estado de amizade veedadeira. April Kepner (Sarah Drew) e Jackson Avery (Jesse Williams) fogem durante o casamento de Kepner e o paramédico Matthew (Justin Bruening). Yang parte para a Suíça para uma oferta de emprego para assumir o hospital de Preston Burke (Isaiah Washington) porque ele quer renunciar e mudar sua família. Ela se despede de seus colegas dos últimos sete anos, incluindo Hunt e dança com Meredith uma última vez com sua música favorita. A temporada, que recebeu 12,12 milhões de telespectadores, ficou em 15.º lugar no total de telespectadores, onze pontos acima da nona temporada. No grupo demográfico de 18 a 49 anos, ficou em 5.º lugar e para no horário nobre de 2013 a 2014, e foi o drama número 1 no grupo demográfico de 18 a 49 anos. James Pickens Jr. e Chandra Wilson foram indicados para Melhor Ator e Melhor Atriz respectivamente no 45.º NAACP Image Awards. O programa também recebeu cinco indicações no 40.º People's Choice Awards. Foi anunciado em 8 de maio de 2014, pela ABC, que Grey's Anatomy retornaria no outono de 2014 para a 11.ª temporada.

## Desenvolvimento
Grey's Anatomy foi renovada pela ABC em 10 de maio de 2012. Em junho de 2012, a ABC definiu a data de estreia da temporada para 27 de setembro de 2012, e permaneceria às quintas-feiras às 21:00 que teve desde a terceira temporada. Em outubro de 2012, foi reportado que nesta temporada o teria o mesmo número episódio que a nona temporada, ou seja, teria um total de 24 episódios. Shonda Rhimes revelou que o final da décima temporada não giraria em torno de um episódio de "desastre".

## Enredo
A temporada segue a história de internos cirúrgicos, residentes, bolsistas e assistentes, à medida que enfrentam as dificuldades das carreiras competitivas que escolheram. Está situado na ala cirúrgica do fictício Grey-Sloan Memorial Hospital, localizado em Seattle, Washington. Depois que a super tempestade passa, o hospital tenta se salvar. O Dr. Richard Webber (James Pickens Jr.) é eletrocutado e é encontrado por uma interna, a Dra. Heather Brooks (Tina Majorino). No entanto, antes de perceber o perigo, ela também entra na água e é eletrocutada. Felizmente, a equipe cirúrgica é capaz de salvar o Dr. Webber, mas Heather não, como o Dr. Derek Shepherd (Patrick Dempsey) e o Dr. Shane Ross (Gaius Charles) não conseguem ressuscitá-la. Posteriormente, o Dr. Alex Karev (Justin Chambers) se reconecta com seu pai, Jimmy (James Remar), quando Jimmy encontra seu caminho para o pronto-socorro. Jo Wilson (Camilla Luddington), o novo interesse amoroso de Alex, apoia Alex durante essa reunião. Jimmy revela a Alex que ele tem família na Flórida, mas para a tristeza de Alex, não é sua família. Infelizmente, antes de Alex e Jimmy serem capazes de reconciliar suas diferenças, Jimmy morre devido a uma cirurgia mal feita.
Continuando com os internos que se tornam residentes nesta temporada, o Dr. Ross se junta à Dra. Cristina Yang (Sandra Oh) para trabalhar em sua pesquisa, conduítes cardíacos. Cristina recebe uma indicação para o Harper-Avery, mas como a maioria do Grey-Sloan Memorial Hospital é de propriedade da Fundação Harper Avery, Cristina não vai em frente. A Dra. Meredith Grey (Ellen Pompeo), com a ajuda da Dra. Stephanie Edwards (Jerrika Hinton), também está ocupada trabalhando com sua pesquisa, uma continuação da pesquisa que sua mãe, a Dra. Ellis Grey (Kate Burton), conduziu enquanto ela ainda estava viva. Para fazer sua pesquisa, ela pede uma impressora 3-D, que não só ajuda na pesquisa de Meredith, mas também ajuda Cristina e Shane com seus condutores. Derek e a Dra. Callie Torres ([Sara Ramírez]]) se juntam à Casa Branca para trabalhar em um projeto de mapeamento cerebral, um projeto que identificará quais partes do cérebro são responsáveis por diferentes funções. A Dra. Miranda Bailey (Chandra Wilson) também está no comando de um projeto que mapeia o genoma humano, um projeto que ajuda a salvar seu paciente, Braden. Alex aceita uma oferta de trabalho do Dr. Oliver Lebackes, também conhecido como Dr. "Ânus", para trabalhar em seu consultório particular.
Enquanto separado, a Dra. Arizona Robbins (Jessica Capshaw) continua a dormir, desta vez com a Dra. Leah Murphy (Tessa Ferrer). Depois de algumas brigas acaloradas, Callie e Arizona reconciliam suas diferenças e voltam a morar juntas. Eles eventualmente decidem que gostariam de ter outro bebê, e Arizona diz a Callie que ela gostaria que ela o carregasse. Cristina e o Dr. Owen Hunt (Kevin McKidd) gradualmente levam seu relacionamento de complicado e doloroso a uma amizade verdadeira, onde ambos sabem que se amam, mas aceitaram o fato de que eles não podem ter uma vida juntos, tanto quanto eles querem. A Dra. April Kepner (Sarah Drew) e o Dr. Jackson Avery (Jesse Williams) surpreendem a todos quando eles fogem durante o casamento do paramédico Matthew (Justin Bruening) com April. Problemas surgem quando April percebe que sua fé, e a falta de fé de Jackson, seria um grande problema ao criar seus filhos. Jackson, depois de algum tempo longe de April descobre que ela está grávida, diz a ela que ele quer ir à igreja com ela e sua família.
Depois de perder o prêmio Harper Avery, Cristina recebe ofertas de várias instituições pedindo que ela fale sobre sua pesquisa. Uma dessas ofertas vem de um hospital em Zurique, na Suíça. Apesar do Dr. Webber ter pedido a Cristina para lutar contra a Fundação Harper Avery por não honrar seu trabalho, Cristina viaja para a Suíça, onde ela inesperadamente se reconecta com o Dr. Preston Burke (Isaiah Washington), o dono do hospital. Inicialmente, Cristina acredita que tudo isso é um truque para recuperá-la em sua vida, mas na verdade é apenas uma oferta de emprego para assumir o hospital de Burke, porque ele quer se afastar e aproximar sua família dos pais de sua esposa em Milão. Depois de perceber que nem ela nem qualquer outro médico do Grey-Sloan Memorial Hospital ganhará um prêmio Harper Avery por causa da propriedade da Fundação, ela aceita uma oferta de trabalho do Dr. Burke. Owen apoia sua decisão, pois ele percebe que nenhum bem poderia vir dele pedindo que ela ficasse, mas pede que ela não o deixe até que ela tenha que deixá-lo para sempre, após o que ambos passam duas semanas levando a sua partida permanente juntos.
Enquanto se despedia de seus colegas dos últimos sete anos, há um possível ato de terrorismo em Seattle, que mais tarde acaba provando ser uma explosão de gás. Cristina tem um abraço de despedida rápido, mas emocional com Derek, Bailey e Webber, deixa suas ações do hospital para Alex e dança com Meredith uma última vez para uma música favorita. Owen, no entanto, está ocupado salvando um paciente na sala de operações, de modo que eles compartilham um adeus silencioso através do vidro da galeria sem trocar uma palavra com os olhos e imperceptíveis acenos dizendo tudo o que não foi dito. Meredith começa a brigar com Derek quando afirma categoricamente que não vai para Washington, D.C., porque Cristina a faz perceber que sua vida é em Seattle e que ela é tão importante no relacionamento quanto Derek. A nova chefe de cardio, Dra. Maggie Pierce (Kelly McCreary) diz ao Dr. Webber que sua mãe biológica é a Dra. Ellis Grey, e pergunta se ele a conhece.

## Elenco e personagens
| - Ellen Pompeo como a Dra. Meredith Grey - Sandra Oh como a Dra. Cristina Yang - Justin Chambers como o Dr. Alex Karev - Chandra Wilson como a Dra. Miranda Bailey - James Pickens Jr. como o Dr. Richard Webber - Sara Ramírez como a Dra. Callie Torres - Kevin McKidd como o Dr. Owen Hunt - Jessica Capshaw como a Dra. Arizona Robbins - Sarah Drew como a Dra. April Kepner - Jesse Williams como o Dr. Jackson Avery - Camilla Luddington como a Dra. Jo Wilson - Gaius Charles como o Dr. Shane Ross - Jerrika Hinton como a Dra. Stephanie Edwards - Tessa Ferrer como a Dra. Leah Murphy - Patrick Dempsey como o Dr. Derek Shepherd | - Caterina Scorsone como a Dra. Amelia Shepherd - Jason George como o Dr. Ben Warren - Debbie Allen como a Dr. Catherine Avery - James Remar como Jimmy Evans - Justin Bruening como o paramédico Matthew Taylor - Marguerite Moreau como a Dra. Emma Marling - Nicole Cummins como a paramédica Nicole - Rebecca Field como Sabine McNeil - Thomas Barbusca como Link McNeil - Armani Jackson como Braden Morris - Jadin Gould como Ivy McNeil - Harley Graham coml Francesca "Frankie" McNeil - Billy Malone comk Jon McNeil - Elizabeth Bond como Kimmie Kepner - Emily Happe como Libby Kepner - Grace Bannon como Alice Kepner | - Tina Majorino como a Dra. Heather Brooks - Bobby Campo como Brian - Heather Hemmens como Sasha - Héctor Elizondo como Carlos Torres - Patrick Fabian como o Dr. Oliver Lebackes - Gordon Clapp como Victor Kaufman - Paul James como Eric - Valerie Mahaffey como Donna Kaufman - Keke Palmer como Cheryl Jeffries - Annie Potts como Joyce Bosco - Isaiah Washington como o Dr. Preston Burke - Kelly McCreary como a Dra. Maggie Pierce |

### Casting
Em maio de 2012, foi anunciado que seis membros do elenco original, Ellen Pompeo, Patrick Dempsey, Sandra Oh, Chandra Wilson, Justin Chambers e James Pickens Jr. haviam renovado seus contratos até a 10.ª temporada, como Meredith Grey, Derek Shepherd, Cristina Yang, Miranda Bailey, Alex Karev e Richard Webber, respectivamente. Foi revelado em junho de 2013 que quatro dos cinco internos da 9.ª temporada retornariam como regulares da série, incluindo Camilla Luddington, Gaius Charles, Jerrika Hinton e Tessa Ferrer. Foi anunciado em julho de 2013 que Bobby Campo e Heather Hemmens foram convidados para estreia na temporada de duas partes. Em agosto de 2013, a TV Guide informou que James Remar, ator de Dexter, estava pronto para um arco de história "misterioso". Mais tarde foi revelado que Remar estaria interpretando o pai viciado em drogas de Alex Karev, a quem ele não vê há mais de vinte anos. Em outubro de 2013, foi anunciado que Hector Elizondo estaria voltando ao programa, como o pai de Callie Torres, para um episódio 'centrado em Callie' que iria ao ar em meados de novembro. Outras estrelas convidadas em novembro foram Valerie Mahaffey e Gordon Clapp.

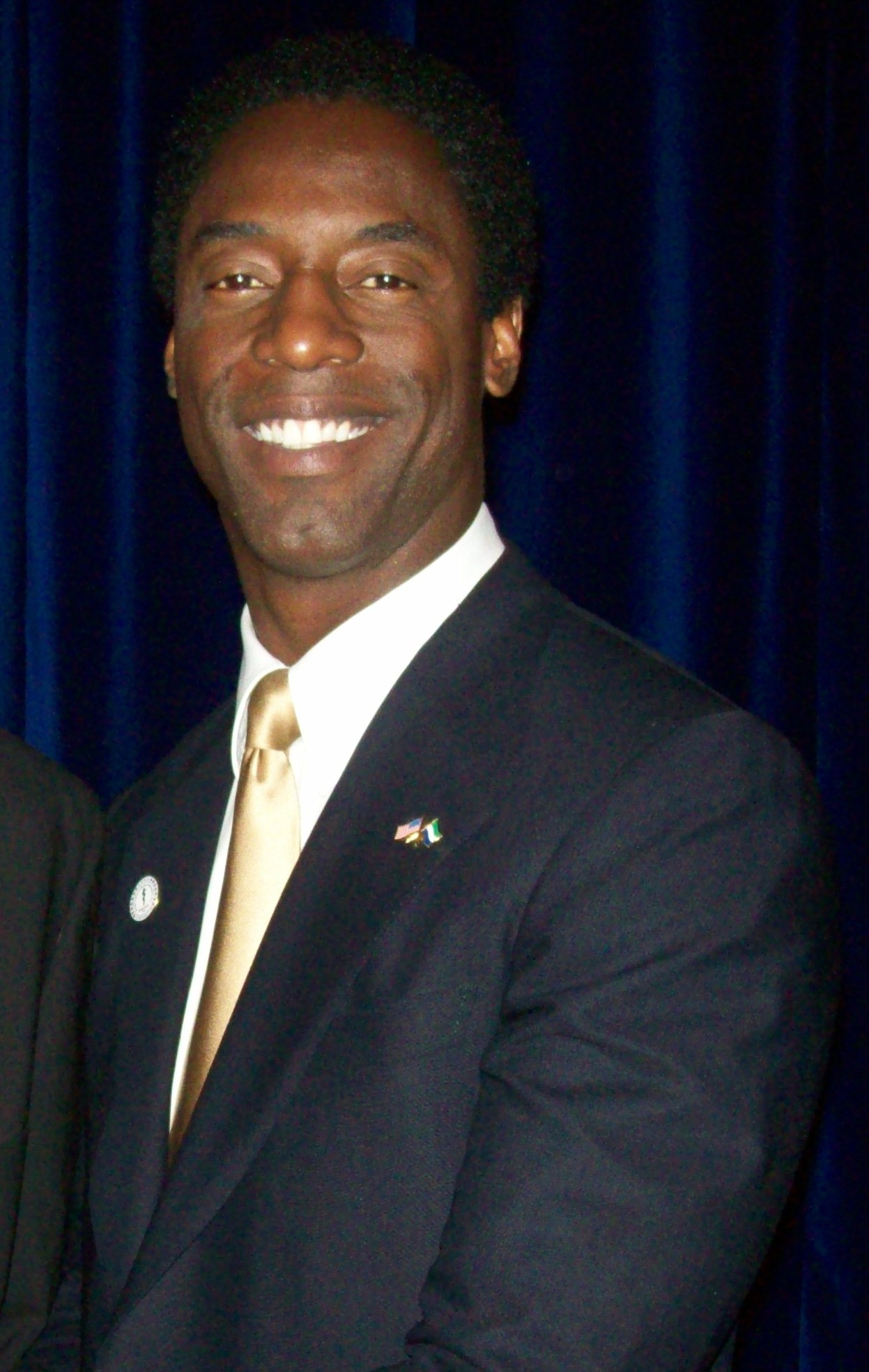
Isaiah Washington retornou como Dr. Preston Burke por um episódio para persuadir Yang a assumir seu hospital.

Foi anunciado em janeiro de 2014 que Keke Palmer, estrela da Nickelodeon, seria uma atriz convidada em um próximo episódio previsto para março de 2014. Também foi anunciado que o ator de Greek, Paul James havia sido escalado para um papel potencialmente recorrente. Também foi anunciado em janeiro que o papel de Zola (filha de Meredith e Derek) foi reformulado e agora seria interpretado por Heaven White, que é significativamente mais velho que Jela K. Moore, a atriz que já interpretou Zola.
Em 6 de março de 2014, foi revelado que Isaiah Washington iria reprisar seu papel como Preston Burke por um episódio em maio de 2014. Seu reaparecimento teria laços com a saída de Cristina Yang (Sandra Oh) do programa depois de dez anos. O Dr. Burke foi o interesse amoroso de Cristina Yang por grande parte de seus três anos no programa. Washington foi demitido há sete anos, depois de ter sido demitido por homofobia contra o colega de elenco, T.R. Knight. Em 18 de março de 2014, foi anunciado que outro atriz da série voltaria em maio e ficaria até o final da temporada. Caterina Scorsone voltaria a interpretar Amelia Shepherd, uma das quatro irmãs de Derek. Scorsone era uma regular na série derivada de Grey's Anatomy, Private Practice, onde também interpretou Amelia Shepherd. Em abril, foi noticiado que Kelly McCreary participaria do final da 10.ª temporada. Não era conhecido até o final da temporada que seu personagem, o Dr. Pierce, foi contratado pela Dra. Yang para ser o novo chefe de cardio. Também foi descoberto no final do episódio que a Dra. Ellis Gray era sua mãe biológica.
Em 13 de agosto de 2013, Sandra Oh revelou que após a décima temporada ela deixaria Grey's Anatomy. Foi anunciado em 25 de março de 2014, que Gaius Charles e Tessa Ferrer não estavam tendo suas opções escolhidas para a 11.ª temporada, o que significa que a 10.ª temporada seria sua última temporada como regulares na série. Em 23 de janeiro de 2014, foi anunciado que Ellen Pompeo e Patrick Dempsey renovaram seus contratos por mais duas temporadas, como Meredith Gray e Derek Shepherd, respectivamente, o que significa que seus personagens permaneceriam no drama médico pelas temporadas 11 e 12. Em 2 de maio de 2014, foi anunciado que o resto dos seis membros do elenco originais, Justin Chambers, Chandra Wilson e James Pickens Jr., excluindo Sandra Oh, tinham renovado seus contratos por mais duas temporadas. Sara Ramírez também renovou seu contrato por mais duas temporadas.

## Recepção

### Audiência
A décima temporada de Grey's Anatomy estreou com 9,27 milhões de telespectadores com uma classificação/share de 3,4/9 entre 18 e 49 anos. "Everybody's Crying Mercy" foi o episódio mais visto da temporada. "Man on the Moon" foi o episódio menos visto da temporada, com 7,02 milhões de telespectadores e uma classificação/share de 2,3/6. Na época, o final da temporada foi o final da temporada mais assistida da série com 8,92 milhões de telespectadores e 2,6/8 na drmografia. Grey's Anatomy, em sua décima temporada, ficou em 15.º lugar no total de espectadores (12,12 milhões). São onze pontos a mais que a nona temporada, que ficou em 26.º lugar. Na faixa etária de 18 a 49 anos, a série ficou em quinto lugar. A última vez que uma temporada de Grey's Anatomy ficou nessa posição foi durante a primeira temporada. As audiências mais altas enyre o grupo para foi para as temporadas 3, 4 e 5. Na temporada passada, Grey's Anatomy ficou em 10.º lugar. No horário, a série foi o drama número 1 na faixa etária de 18 a 49 anos.

### Avaliações da crítica

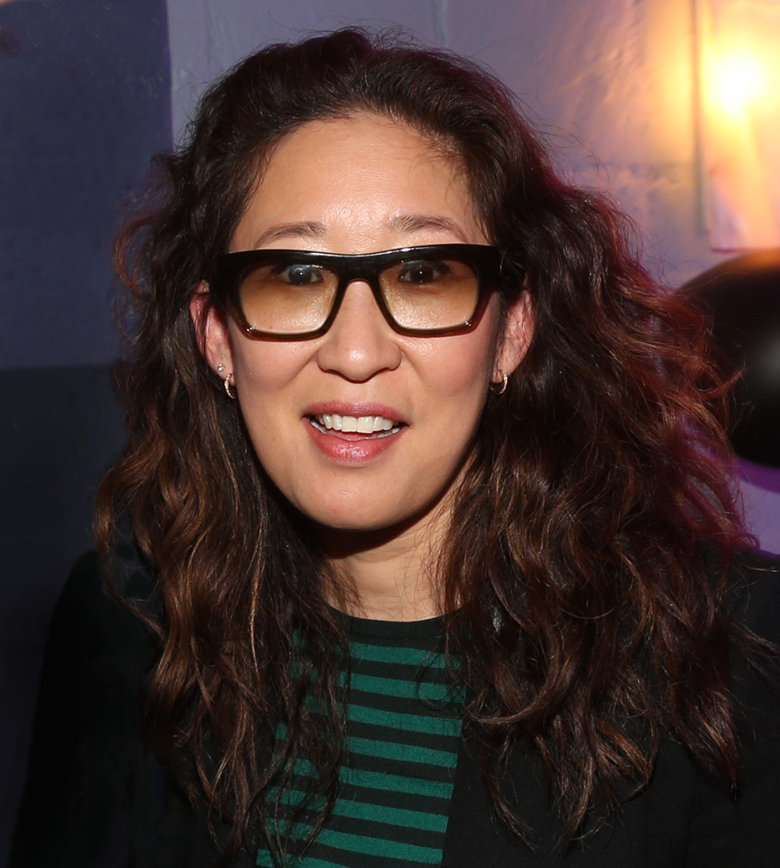
Muitos críticos viram a performance de Sandra Oh ao longo da temporada como digna de uma indicação ao Primetime Emmy Award.

A décima temporada do drama médico recebeu avaliações positivas dos críticos, com muitos referindo-se à temporada como um retorno à forma para o programa de longa duração. A temporada tem uma pontuação de 100% no Rotten Tomatoes e uma classificação "Fresh". Annie Barett, da Entertainment Weekly, fez uma crítica positiva à temporada e escreveu: "Existe uma verdadeira tristeza aqui junto com a paixão, que mantém sua dinâmica tão intrigante para mim".
O The A.V. Club também elogiou a décima temporada do programa dizendo: "Na melhor das hipóteses, Grey's Anatomy é sobre coragem, sacrifício e coragem todos os dias. Na pior das hipóteses, é uma novela moralizadora e melodramática. Ambos os lados estão em exibição enquanto a séire se dirige com confiança em sua décima temporada." O The Loop também reconheceu o retorno à forma dando uma análise positiva, "Depois de um início instável para a sua décima temporada... Grey's Anatomy acelerou o ritmo nos últimos dois episódios e está mais uma vez mostrando uma grande promessa de que pode revive-se depois de quase uma década no ar".
Muitas fontes, incluindo Rachel Simon of Bustle e Nicole Pomarico, da Wetpaint, afirmaram que a performance de Sandra Oh durante sua décima temporada em na série é digna de uma indicação ao Emmy. Simon declarou: "Ela nos fez se importar de uma forma que não tivemos em anos, nos trazendo para a vida e mente de Cristina de forma completa e feroz. O programa tem sido bom por várias temporadas agora; por causa da performance de Oh este ano, mais uma vez ficou ótima." Sobre a saída de Oh, a Entertainment Weekly escreveu: "Cristina e Meredith é a amizade para acabar com todas as amizades—alguns até argumentam sobre o que é a série. Cristina é a pessoa de Meredith. Como ela poderia funcionar sem Cristina em sua vida? Mais do que isso, Cristina, sozinha, era uma grande personagem, não queria filhos, não precisava de um homem e preferia receber elogios em seu cérebro, em vez de sua beleza, era tudo o que precisávamos em um personagem—e mais, vê-la ir foi devastador."

## Episódios
| N.º na série | N.º na temp. | Título                                                    | Dirigido por    | Escrito por              | Exibição original       | Audiência (milhões) |
| --- | ------------ | --------------------------------------------------------- | --------------- | ------------------------ | ----------------------- | ------------------- |
| 197 | 1            | "Seal Our Fate"                                           | Rob Corn        | Joan Rater               | 26 de setembro de 2013  | 9,27                |
| Após a tempestade, os médicos do Grey Sloan Memorial tentam cuidar das vítimas, mas logo descobrem que o plantão está cheio. Richard permanece inconsciente no porão depois de receber um choque elétrico severo e Bailey envia Shane para encontrá-lo. Shane, no entanto, passa a tarefa para Heather em uma tentativa de roubar sua cirurgia com Derek. Heather localiza Richard no andar do porão, mas ela também é eletrocutada quando se apressa para ajudá-lo. Os dois são descobertos mais tarde e Derek e Shane começam a tentar salvar Heather, enquanto Cristina e Bailey tentam reviver Richard. Meredith continua de cama depois de dar à luz seu filho. Arizona tenta desesperadamente recuperar seu relacionamento com Callie depois de escolher traí-la, mas Callie não está interessada. Cristina e Bailey discordam sobre o tratamento de Richard e levam a disputa para Chief Hunt, que descobre que Richard deixou Meredith responsável por suas decisões médicas. |              |                                                           |                 |                          |                         |                     |
| 198 | 2            | "I Want You with Me"                                      | Chandra Wilson  | Debora Cahn              | 26 de setembro de 2013  | 9,27                |
| Derek falha em suas tentativas de salvar Heather, deixando Shane se sentindo responsável pela morte de sua colega. Arizona volta para casa e descobre que Callie se mudou e levou Sofia com ela. Os internos têm a tarefa de consolar a mãe de Heather quando ela chega, mas percebem que eles tinham sido maus amigos para ela e resolveram cuidar um do outro mais. Bailey e Cristina se confrontam sobre como proceder com a condição de Richard, com Bailey querendo realizar cirurgias arriscadas. Meredith finalmente aceita a responsabilidade pelo cuidado de Richard e permite que Bailey siga seus instintos, salvando a vida de Richard. Jackson rejeita April depois de sua declaração de amor e ela decide ir em frente com seu noivado com Matthew. Owen e Cristina lutam para ficar separados após a separação e acabam na cama duas vezes. Arizona rastreia Callie até a casa de Meredith, mas Callie não a quer de volta e informa à Arizona que eles agora vão se revezar cuidando de Sofia. Arizona retorna mais tarde, desesperada para ver Sofia e enquanto Callie inicialmente se recusa, Cristina pede-lhe para não trazer Sofia para a luta, resultando em Arizona sendo concedida cinco minutos com sua filha. |              |                                                           |                 |                          |                         |                     |
| 199 | 3            | "Everybody's Crying Mercy"                                | Tony Phelan     | Tia Napolitano           | 3 de outubro de 2013    | 9,60                |
| A tempestade passou, mas o dano ainda permanece. Callie e Arizona concordaram em participar de aconselhamento matrimonial, mas Callie, que ainda está profundamente magoada com a traição de Arizona, decide que Arizona deveria ir sozinha. Derek e Meredith estão de licença para cuidar de seu novo bebê e estão tendo um bom tempo ajustando-se a sua nova vida. O grupo de internos está começando a estudar para os exames de residência, e April aguarda ansiosamente para ouvir sobre os resultados de seus exames, aos quais ela finalmente passa. Cristina incentiva Alex a fazer sexo com Jo e, em seu próprio relacionamento fracassado, diz a Owen que é hora de começar a ver outras pessoas. Owen e Avery discutem questões de finanças hospitalares: Owen quer dinheiro para consertar o hospital e Avery quer dinheiro para cirurgias. Webber precisa de um tubo de alimentação para sobreviver, mas Bailey tem um plano alternativo, menos eficiente, que salvará a dignidade de Webber, mas não sua vida. Webber diz a Meredith que escolheu a pessoa errada para tomar suas decisões de saúde. |              |                                                           |                 |                          |                         |                     |
| 200 | 4            | "Puttin' On the Ritz"                                     | Rob Corn        | Austin Guzman            | 10 de outubro de 2013   | 8,79                |
| Para arrecadar dinheiro para reparar os danos causados ao Grey Sloan Memorial Hospital, os médicos estão vestidos com esmero e fazem uma festa de arrecadação de fundos. Tudo está indo bem na gala, até que uma artista cai em cima da organizadora de gala, resultando em ferimentos graves. Enquanto isso, April e Arizona conversam sobre as histórias de relacionamento no closet de suprimentos e bebendo champanhe. Alex deixa Jo na festa, depois de ver um drogado a quem ele acha que é seu pai no pronto-socorro. Ele decide fazer um teste de paternidade para descobrir, e no meio dele dizendo a Jo que ele não quer saber se o viciado é seu pai ou não, Jo deixa escapar que ele é. O rompimento de Cristina e Owen se torna mais real depois que uma médica de Seattle Presbyterian começa a flertar com Owen na festa de gala. Bailey está com dois pacientes difíceis: um que tem câncer que não pode ser tratado, e o Dr. Webber, que tem várias opções de tratamento, mas não quer perseguir nenhuma deles. Meredith e Derek, que estão de licença do hospital, retornam e redescobrem seu amor por cirurgias. |              |                                                           |                 |                          |                         |                     |
| 201 | 5            | "I Bet It Stung"                                          | Mark Jackson    | Jeannine Renshaw         | 17 de outubro de 2013   | 8,78                |
| O pai de Alex ainda está no Grey Sloan Memorial Hospital, e Jo está fazendo tudo o que pode para consertar a relação entre Alex e seu pai. Meredith se junta a Cristina para fazer uma cirurgia inovadora, um transplante de coração/fígado, mas devido a circunstâncias infelizes (ter que dar pontos e consolar Zola depois que ela se machuca), Meredith está despreparada, fora de foco e atrasada para a cirurgia. Cristina confronta Meredith e diz que elas estão em lugares diferentes e querem coisas diferentes, e tudo bem, mas ela não está disposta a desistir como Meredith. Por sua vez, Meredith fica chateada com Derek por fazê-la perder a cirurgia porque ele não atendeu o telefone. Webber, com a ajuda e a insistência de Catherine Avery, retorna ao seu antigo eu. Callie tem uma revelação com a "irmã doadora" de seu paciente e então Callie chuta Arizona para fora de seu apartamento e comemora dançando de calcinha. |              |                                                           |                 |                          |                         |                     |
| 202 | 6            | "Map of You"                                              | David Greenspan | William Harper           | 24 de outubro de 2013   | 8,73                |
| É hora de Meredith decidir qual será seu tópico de pesquisa e, depois de muito debate, ela decide que continuará a pesquisa de sua mãe, tomando-a em uma nova direção. Derek e Callie se uniram para trabalhar em um projeto de mapeamento cerebral, mas Callie acha que deveria estar trabalhando com cartilagem regenerativa. Webber usa sua condição para ensinar Jo, a ser uma médica melhor. Shane revela a Derek que ele não tem mais interesse em trabalhar com ele em seu projeto de mapeamento cerebral. Cristina se interessa pela pesquisa de Meredith, mas Meredith, que ainda está magoada com o que Cristina lhe disse, diz não gentilmente. Alex dá um passo para se aproximar de seu pai, e enquanto eles estão tocando em suas guitarras, o pai de Alex diz a ele que ele tem família na Flórida. Leah revela a seus colegas do segundo ano que ela teve um caso com Arizona, e Arizona sucumbe à solidão e envia mensagem de texto a Leah. |              |                                                           |                 |                          |                         |                     |
| 203 | 7            | "Thriller"                                                | Cherie Nowlan   | Gabriel Llanas           | 31 de outubro de 2013   | 8,94                |
| Um viciado em drogas psicótico, delirante, que tem uma condição em que seu coração está do lado oposto de seu peito, entra no pronto-socorro depois de ser baleado várias vezes porque estava comendo o rosto de outro paciente. Uma paciente da Dra. Brooks se encontra precisando de ajuda, mas ela exige ver apenas a Dra. Brooks, até que Shane diga que Brooks está morta. Cristina e Owen se unem para fazer uma cirurgia no viciado em drogas, e descobrem que podem trabalhar juntos. Alex e Jo estão em outro caso e salvam uma menina de estar literalmente "morrendo de medo". Webber chuta Bailey fora de seu caso, e ele diz a Meredith que ele quer que ela o ajude a ensinar os residentes do segundo ano. Ben retorna para surpreender Bailey e Tuck para o Halloween, e diz a Bailey que ele abandonou sua residência para passar mais tempo com ela. |              |                                                           |                 |                          |                         |                     |
| 204 | 8            | "Two Against One"                                         | Kevin McKidd    | Meg Marinis              | 7 de novembro de 2013   | 8,68                |
| Meredith atinge o próximo marco em sua pesquisa quando uma impressora 3D chega ao Hospital Grey Sloan Memorial. Derek, que está ansioso para voltar para a sala de cirurgia, percebe um homem na apresentação de Meredith que tem uma contração nos olhos. Derek e Jackson se unem para trabalhar neste homem, e enquanto isso, Derek diz a Jackson que chegou a hora de Jackson deixar os residentes do 2º ano praticarem por conta própria. Bailey está perdendo a cabeça com um "cheiro" no quarto de Tuck, além de um buraco inexistente no corpo de seu paciente. Callie faz uma entrevista com a nova namorada de Owen, Emma, mas enquanto fala com Arizona, Emma percebe que nunca poderia trabalhar no Grey Sloan Memorial Hospital, porque se algo acontecesse com ela e Owen, todos ficariam do lado de Owen. Webber diz a April que ele finalmente se encontrou novamente quando ele começou a ressuscitação em sua vizinha de quarto que havia caído, o que leva April a dizer à seu noivo, Matthew, que eles precisam esperar para fazer sexo até que eles se casem. Cristina trai Meredith indo atrás das costas com Ross e destruindo seu fígado impresso em 3-D para imprimir um canal para seu paciente. |              |                                                           |                 |                          |                         |                     |
| 205 | 9            | "Sorry Seems to Be the Hardest Word"                      | Jeannot Szwarc  | Stacy McKee              | 14 de novembro de 2013  | 8,56                |
| Callie está enfrentando uma ação por negligência apresentada por um atleta olímpico que foi encaminhado por Cristina. Durante a cirurgia de quadril do atleta, seu nível de oxigênio caiu e seu coração começou a bater muito rápido, fazendo com que a equipe de médicos fechasse sem remover a última esponja. O pai de Callie retorna para mostrar apoio a sua filha e descobre que Callie e Arizona não estão mais juntos. Através de flashbacks, é revelado que Callie e Arizona haviam escolhido um doador de esperma para inseminar Arizona; elas queriam um segundo filho. No entanto, durante um dos check-ups da gravidez, o médico não conseguiu encontrar a batida do coração porque ela havia abortado. Através do processo de julgamento, Cristina diz ao júri que ela insistiu em trabalhar no coração do atleta antes de suas pernas (que haviam sido afetadas por uma infecção pós-operatória); Callie não concordou com esse sequenciamento, e é por isso que eles foram em frente com uma segunda cirurgia nas pernas. O pai de Callie, no esforço de salvar o casamento de sua filha, revela que uma vez ele traiu sua mãe e se sua mãe não tivesse lhe dado uma segunda chance, eles não teriam Callie. Isso convence Callie a ir até Arizona e pedir para ela voltar. |              |                                                           |                 |                          |                         |                     |
| 206 | 10           | "Somebody That I Used to Know"                            | Debbie Allen    | Debora Cahn              | 21 de novembro de 2013  | 8,61                |
| Ben conta a Shepherd sobre o comportamento recentemente estranho de Bailey, que ele acha que é TOC. Isso gera preocupação e resulta em Shepherd e Owen duvidando das competências mentais e físicas de Bailey. Agora que Arizona voltou com Callie, ela diz a Callie que ela estava envolvida com alguém. Mais tarde é revelado durante a cirurgia que o "alguém" era Leah. Tensão embaraçosa cresce entre April e Jackson quando ela diz que ele não está recebendo um convite para o casamento porque Matthew se sente estranho em convidá-lo. Enquanto Meredith está ocupada trabalhando com Richard para tirá-lo do hospital, ela também está planejando um jantar de Ação de Graças em sua casa e Emma está preparando o jantar. Webber, que está ansioso para sair e apesar dos avisos de Jo, se empurra com muita força na esteira e cai, resultando em costelas quebradas. Como ele ficará preso no hospital por mais algum tempo os internos planejam com ele um jantar do Dia de Ação de Graças com KFC. Cristina e Shane precisam usar a impressora 3-D novamente desde que seu primeiro canal foi contaminado, mas Meredith diz que eles não podem, porque ela precisa para sua pesquisa. |              |                                                           |                 |                          |                         |                     |
| 207 | 11           | "Man on the Moon"                                         | Bobby Roth      | Elizabeth J. B. Klaviter | 5 de dezembro de 2013   | 7,02                |
| Bailey está trabalhando com uma psiquiatra para aprender a administrar seu transtorno obsessivo compulsivo (TOC), mas é apenas com a ajuda de Webber que ela finalmente aceita que tem uma doença e precisa tomar o remédio. As irmãs de April voam até Seattle para fazer um chá de panela no Grey Sloan Memorial Hospital, mas as coisas não ocorrem como o planejado. Ela as tira do status de dama de honra e anuncia que Arizona, Cristina e Meredith são agora suas novas damas de honra. Stephanie e Meredith inserem seu primeiro canal em uma ovelha, mas ela não funciona e a ovelha morre; No entanto, Cristina e Ross colocaram seu primeiro canal em seu paciente que surpreendentemente funcionou. Ao discutir seus canais, o que começa como uma conversa civil se transforma em uma discussão acalorada quando Meredith pergunta a Cristina o que há de errado com Ross, já que agora ele é agressivo e malvado. Jimmy, o pai de Karev, finalmente diz que ele sabia quem Karev era, desde que ficou bravo com ele no bar e está tentando se limpar das drogas desde então. |              |                                                           |                 |                          |                         |                     |
| 208 | 12           | "Get Up, Stand Up"                                        | Tony Phelan     | William Harper           | 12 de dezembro de 2013  | 8,36                |
| À medida que o dia do casamento de April e Matthew se aproxima, os médicos do Grey Sloan Memorial Hospital se preparam para o grande dia enquanto lidam com seus próprios problemas. Derek está trabalhando com uma iniciativa federal que quer usar seu nome para apoiar seu trabalho, mas ele recusa a oferta porque deveria estar dando mais tempo há Meredith para ela trabalhar em sua pesquisa. Alex começa a se dar bem com seu pai, mas não aceita quando ele começa a falar mal de sua mãe. Meredith e Cristina discutem enquanto ajustam seus vestidos de dama de honra, mas quando elas aparecem para o casamento de April, elas começam a consertar suas diferenças aceitando que elas estão em lugares diferentes. Bailey diz a Ben que é culpa dele seus problemas de TOC porque seus sintomas só pioraram quando ele deixou a cirurgia. Jimmy precisa de uma cirurgia cardíaca de emergência e Shane o leva para a sala de cirurgia; no entanto, Webber tem que assumir quando Shane começa a reviver a morte de Brooks. Durante o casamento de April e Matthew, Derek recebe um telefonema do presidente dos Estados Unidos, e Jackson se levanta e confessa seu amor por April. |              |                                                           |                 |                          |                         |                     |
| 209 | 13           | "Take It Back"                                            | Rob Corn        | Austin Guzman            | 27 de fevereiro de 2014 | 9,42                |
| Depois de um breve prólogo em que April e Jackson saem juntos, April ainda hesita sobre suas ações e Arizona tenta terminar seu casamento com Callie, o episódio pula para "três semanas depois". Meredith está chateada com Derek por concordar com a oferta do presidente, o que significa voltar atrás em sua promessa a ela de ficar em segundo plano em sua pesquisa. Callie e Arizona compram uma nova casa que será delas juntas, com Arizona querendo dar ao seu relacionamento um novo começo. Chefe Hunt começa a tratar Ross agressivamente no pronto-socorro, não apenas após a cirurgia fracassada com Jimmy, mas segundo Webber porque ele descobriu que Ross estava dormindo com Cristina. Para Jo o apelo emocional de Alex acaba sendo, em sua opinião, uma proposta de casamento; Jo recusa, alegando que eles não estão prontos, mas fica ao lado dele quando Jimmy falece. Bailey e Ben começam a conversar e trabalhar. Ela diz a ele que está preocupada que ele esteja em casa esperando por ela, assim como Tucker costumava fazer, então ele retoma seu internato no Grey Sloan. Stephanie está tendo dificuldade em aceitar que Jackson terminou com ela por April. Alguém anonimamente registra uma queixa no RH em nome dos internos em relação ao assédio sexual vindo dos outros médicos. Em resposta, o departamento de RH implementa uma política rígida de não confraternização no local, não incluindo os casados, o que poderia ser um problema para April e Jackson já que não contaram para ninguém que estão casados. |              |                                                           |                 |                          |                         |                     |
| 210 | 14           | "You've Got to Hide Your Love Away"                       | Ron Underwood   | Tia Napolitano           | 6 de março de 2014      | 8,21                |
| Com a nova política de não confraternização em vigor no Hospital Grey Sloan Memorial, os médicos têm que enfrentar um novo estilo de vida. Alex, Jo, Jackson e April estão tentando esconder o fato de que eles estão juntos; no entanto, Jackson e April revelam em uma reunião, que foi convocada para discutir o relacionamento de Alex e Jo, que eles são realmente casados. Owen termina com Emma e deixam de discutir sobre crianças e morar juntos, depois que ele dorme com Cristina mais uma vez. A entrevista de Derek com o presidente dos Estados Unidos foi cancelada para seu espanto; no entanto, mais tarde, ele recebe um telefonema dizendo que eles querem que ele execute o conselho consultivo para todo o projeto. |              |                                                           |                 |                          |                         |                     |
| 211 | 15           | "Throwing It All Away"                                    | Chris Hayden    | William Harper           | 13 de março de 2014     | 7,36                |
| Alex foi suspenso da cirurgia por três dias como consequência de suas ações durante a reunião convocada para discutir seu relacionamento com Jo. Stephanie acidentalmente derruba Arizona e Jackson com macas, e enquanto arquiva um relatório de acidente, ela deixa Jackson saber que não há necessidade de ele se desculpar com ela porque ela já esta muito bem com ela mesma. Derek tem que dizer a Callie que eles não podem continuar com suas pesquisas por causa das diretrizes em seu contrato com seus colegas na Casa Branca. Como se isso não bastasse, Callie descobre que a queixa de RH foi apresentada por Leah contra ela, pois Leah sentiu que foi enganada em uma oportunidade de aprendizado e precisou se defender de si mesma e dos outros. Essa é a gota d'água para Callie, que tem outra conversa com Arizona sobre o relacionamento não estar funcionando, após a discussão as duas se resolvem. |              |                                                           |                 |                          |                         |                     |
| 212 | 16           | "We Gotta Get Out of This Place"                          | Susan Vaill     | Jeannine Renshaw         | 20 de março de 2014     | 8,09                |
| Enquanto alguns médicos do Grey Sloan Memorial Hospital celebram o aniversário do Dr. Webber com uma cirurgia incrível, outros não ficam felizes. Bailey, Leah, Meredith e Richard se juntam a um caso que é muito raro: um paciente absorveu seu gêmeo enquanto ainda estava no útero. Cristina, enquanto trabalhava em seu teste do coração com Ross, incentivava Owen a conhecer mulheres, criando para ele um perfil de namoro online. Callie e Derek entram em uma batalha legal de curto prazo sobre seus sensores e suas pesquisas. Em última análise, Callie convence Derek que ele precisa dizer à Casa Branca que a política de propriedade exclusiva dos sensores acabe, para que ela possa continuar sua pesquisa com Derek. A Casa Branca aceita. A mãe de Jackson, Catherine, volta à cidade para corrigir o erro que ela sente por April e Jackson terem escondido o casamento. Jackson, sempre se sentindo obrigado por sua mãe dominadora, luta contra as acusações dela contra April. Isso leva April e Jackson à revelação de que precisam conversar sobre algumas coisas, especialmente de como vão criar seus filhos e suas religiões. |              |                                                           |                 |                          |                         |                     |
| 213 | 17           | "Do You Know?"                                            | Chandra Wilson  | Stacy McKee              | 27 de março de 2014     | 8,42                |
| Cristina vem para experimentar dois universos muito diferentes em uma busca de responder à pergunta: "Você sabe quem você é?" Depois que ela faz um trabalho de reparo cardíaco muito difícil em seu paciente que está em um ventilador e paralisado do pescoço para baixo. No primeiro universo, o paciente decide que ele quer ser retirado do ventilador, o que envia Cristina aos braços de Owen quando ela percebe que está jogando fora o amor deles um pelo outro. O tempo está passando rapidamente enquanto os dois se casam, moram juntos, pegam um cachorro, têm um bebê, aguardam o nascimento do segundo filho e vêem Ross ganhar o prêmio Harper Avery, com o julgamento de Cristina, que deixou de cuidar dela para cuidar da família. O segundo universo começa quando Cristina volta à realidade e seu paciente diz que ele não quer ser retirado do ventilador. Mais uma vez Cristina é enviada para os braços de Owen, mas desta vez ela está feliz. No entanto, a ideia de que eles nunca terão filhos ainda permanece, o que Owen inicialmente aceita. Eles continuam a ter seu relacionamento de novo, que leva Owen a beber mais do que deveria, colocando ele e seus pacientes em grave perigo. Cristina diz a ele que acabou, e ela passa a ganhar o prêmio Harper Avery por quatro anos consecutivos. Mais uma vez, Cristina volta à realidade. Desta vez, seu paciente decide ser retirado do ventilador; no entanto, ela é capaz de salvar Jackson de machucar sua mão, e sua hesitação em se aproximar de Owen permite que Meredith se aproxime dela para perguntar sobre um paciente, o que permite que Owen suba no elevador antes que ela possa cumprimentá-lo.                                                                       |              |                                                           |                 |                          |                         |                     |
| 214 | 18           | "You Be Illin"                                            | Nicole Rubio    | Zoanne Clack             | 3 de abril de 2014      | 8,28                |
| Um vírus infecta pacientes e médicos no Grey Sloan Memorial Hospital. Por causa dos encontros próximos de médicos e pacientes, o vírus se espalha rapidamente. Primeiro infecta Jackson e Leah e depois Derek. É o momento errado para Derek ficar doente, é o dia da sua apresentação sobre mapeamento cerebral, após ele ser internado, Meredith apresenta o discurso de Derek com seu próprio toque. Callie ensina Jo sobre as alegrias da ortopedia e como ela apresenta a oportunidade de tirar toda a frustração do paciente. Cristina e Owen se unem para trabalhar em um par de irmãs que têm cardiomiopatia causada por uma fonte desconhecida, e apesar de terem salvo as duas a tempo, o irmão das irmãs começa a apresentar os mesmos sintomas. Cristina está ocupada com este caso, então deixa Shane para cuidar dos bebês da sua pesquisa que não podem ser infectados pelo vírus. Alex recebe uma oferta de um médico que administra seu consultório particular. Alex considera aceitar e começa a discutir isso com Jo. April e Bailey operam uma criança que é muito suscetível à infecção devido à sua condição que não dá mais resultados com os tratamentos enzimáticos que ele estava recebendo anteriormente. |              |                                                           |                 |                          |                         |                     |
| 215 | 19           | "I'm Winning"                                             | Kevin McKidd    | Joan Rater               | 10 de abril de 2014     | 8,18                |
| É a época do ano em que os candidatos ao prêmio anual Harper Avery são anunciados, e a Dra. Cristina Yang, do Hospital Grey Sloan Memorial, é uma delas. Seus colegas estão todos em êxtase por sua indicação, exceto por Meredith e Bailey. Para mascarar seu ciúme, Meredith faz um brinde comemorativo a Cristina. Bailey, no entanto, é menos eficiente em esconder seus sentimentos. A autoestima de Cristina leva um golpe quando a família de seu paciente duvida de suas habilidades e diz que seu melhor está sendo pior. Alex diz a Jo que ele ligou para aceitar a oferta do Dr. "Butt Hole" para trabalhar em seu consultório particular. Derek e Callie dão o próximo passo em suas pesquisas, obtendo atividade cerebral. Callie descobre que, embora tenha uma ótima vida, uma coisa a impede de ser feliz, Callie diz a Arizona que ela quer outro bebê, e Arizona diz que quer um também. Owen diz a Cristina que ele olhou para a pesquisa dos outros candidatos e está confiante de que ela vai ganhar. Cristina concorda. |              |                                                           |                 |                          |                         |                     |
| 216 | 20           | "Go It Alone"                                             | Mark Jackson    | Lauren Barnett           | 17 de abril de 2014     | 8,45                |
| É um dia antes do vencedor do prêmio Harper Avery ser honrado, e Cristina planeja sair com Meredith no Joe's para escrever seu discurso bebendo. Os planos de Cristina são arruinados quando os pais de seus pacientes do transplante discutem e põem em perigo a saúde dos filhos. Os casais lidam com seus problemas pessoais: Callie e Arizona discutem quem engravidara do segundo filho, April e Jackson têm sua primeira grande briga, enquanto Derek e Meredith lutam para equilibrar o trabalho e a paternidade. Cristina vai para a cerimônia de premiação da Harper Avery em Boston sozinha, porque Owen e Meredith estão ocupados, ela tem dúvidas sobre estar lá sozinha. Depois de se recompor, ela entra para localizar sua mesa e vê que Owen e Meredith estão lá para apoiala. Infelizmente, Cristina não ganha o prêmio Harper Avery. |              |                                                           |                 |                          |                         |                     |
| 217 | 21           | "Change of Heart"                                         | Rob Greenlea    | Meg Marinis              | 24 de abril de 2014     | 7,99                |
| Meredith, Owen e Cristina retornam ao Grey Sloan Memorial Hospital após a derrota de Cristina na cerimônia de premiação de Harper Avery. April, ainda morando com Callie e Arizona, as deixa enlouquecidas. Ela sente que sua luta com Jackson é o fim do relacionamento deles. Jackson está se sentindo pressionado ao precisar reduzir os fundos e projetos de pesquisa do hospital e deve decidir quais pesquisas serão encerradas. Richard viaja para o outro lado do país com planos de propor casamento a Catherine Avery, mas descobre a verdadeira razão pela qual Cristina perdeu para a concorrência do prêmio: porque o hospital é de propriedade da Harper Avery Foundation, e nenhum médico que trabalha lá jamais vai ganhar o prêmio. Enquanto isso, de volta ao Grey Sloan Memorial Hospital, Cristina se depara com a decisão de qual paciente fará o transplante de coração. Amelia, a irmã de Derek, faz uma visita surpresa para ver se ela pode ter a vida que Derek e Meredith têm. Alex informa ao conselho que aceitara a oferta do consultório particular; April diz a Jackson que eles não podem esquecer seus filhos "hipotéticos" só porque Jackson quer, porque ela está grávida. |              |                                                           |                 |                          |                         |                     |
| 218 | 22           | "We Are Never Ever Getting Back Together"                 | Rob Corn        | Joan Rater               | 1 de maio de 2014       | 8,81                |
| Em uma tentativa de apelar pelo prêmio Harper Avery, que teria ido para Cristina se a Harper Avery Foundation não possuísse seu hospital, Webber chama uma reunião do conselho de emergência, sem Jackson. Hunt convence Cristina a aceitar um convite para falar em um hospital na Suíça. Durante a palestra, um questionador da parte de trás acaba por ser ninguém menos que o Dr. Preston Burke. Enquanto isso, no Grey Sloan Memorial Hospital, Amélia e Derek se unem para trabalhar em gêmeas que compartilham o mesmo cérebro. Burke oferece um emprego para Cristina enquanto lhe mostra seu hospital, mas não é apenas um trabalho para ela, em vez disso, é o trabalho dele que ele dará para ela. Jackson e April começam a consertar seu relacionamento quando ele concorda em ir à igreja com ela e seu bebê, contanto que eles comam waffles depois. Callie e Arizona estão pensando em nomes de bebês, sendo Agamenon o favorito de Callie. Alex está amando seu trabalho no consultório particular, mas Jo está começando a afundar sob a pressão de seus deveres aumentando. Os internos acreditam que alguém entre eles será demitido. Stephanie descobre que Bailey administrou o vírus HIV desativado em seu paciente, achando isso brilhante, apesar dos pais do menino negarem o procedimento. |              |                                                           |                 |                          |                         |                     |
| 219 | 23           | "Everything I Try to Do, Nothing Seems to Turn Out Right" | Bill D'Elia     | Austin Guzman            | 8 de maio de 2014       | 7,95                |
| A Dra. Bailey enfrenta acusações legais de agressão e ataque depois que ela revela aos pais de Braden que ela implementou nele o tratamento do HIV desativado, contra a vontade deles. Em uma tentativa de fazer com que Cristina ficasse no Grey Sloan Memorial Hospital, Owen encarregou ela de selecionar os candidatos para o cargo de chefe de cardiologia. April e Jackson têm sua primeira visita na ginecologista e obstetrícia, e decidem não contar a ninguém ainda. Callie fica de coração partido quando ela vai consultar na ginecologista e obstetrícia e descobre que ela tem muitas aderências do acidente de carro para poder engravidar. Derek volta de Washington, DC, com notícias de uma oferta de emprego para trabalhar no Instituto Nacional de Saúde e uma oferta de emprego para Meredith no Hospital James Madison. Amelia conta a Meredith que quer cancelar seu noivado para se mudar para Seattle. Dr. Webber diz a Leah que ela não está apta a ser cirurgiã e, consequentemente, a corta do programa de residência. Primeira aparição da Dra. Maggie Pierce. |              |                                                           |                 |                          |                         |                     |
| 220 | 24           | "Fear (Of the Unknown)"                                   | Tony Phelan     | William Harper           | 15 de maio de 2014      | 8,92                |
| Chegou o dia em que Cristina parte para Zurique, mas um possível ato de terrorismo atrasa sua partida. Antes que ela possa ir ao shopping para comprar um carregador de celular europeu, uma explosão no shopping envia várias vítimas feridas para o Grey Sloan Memorial Hospital. Leah chega ao pronto-socorro quando ouve sobre a explosão, mas sai sem se despedir quando vê que todos os pacientes foram tratados. April recebe uma conversa estimulante de Catherine Avery quando ela começa a temer criar um bebê em um mundo que é tão perigoso. Cristina, à procura de tentar ir embora, não pode deixar o hospital até que ela e Meredith dançem uma última vez. Shane exige que ele assuma o controle de sua educação e saia para trabalhar com Cristina em Zurique. Meredith diz a Derek que ela não pode sair de Seattle, o lugar onde ela cresceu e fez sua vida; ela não vai para Washington, D.C., apesar do que Derek quer. Callie e Arizona consideram ter uma mãe de aluguel carregando seu futuro bebê depois de tratar de uma que foi queimada pela explosão. Bailey é indicada para uma posição no conselho por Webber devido à partida de Cristina; no entanto, Cristina deixou para Karev suas ações do hospital e sua posição no conselho. Webber se conecta com a Dra. Pierce, a nova chefe da cardiologia, e descobre que sua mãe biológica foi Ellis Grey. Esse episódio marca a saída da atriz Sandra Oh e do ator Gaius Charles, que interpretavam os personagens Dra. Cristina Yang, introduzida na primeira temporada, e Dr. Shane Ross, introduzido na temporada anterior. Tessa Ferrer que interpretava a Dra. Leah Murphy também deixa o elenco regular mas mais tarde faz participações recorrentes na décima terceira temporada. |              |                                                           |                 |                          |                         |                     |

## Audiência

### Ao vivo
| № na série | № na temporada | Episódio                                                  | Exibição                | Horário              | Rating/Share (18–49) | Audiência (em milhões) | Classificação 18–49 | Classificação da audiência | Classificação do drama |
| ---------- | -------------- | --------------------------------------------------------- | ----------------------- | -------------------- | -------------------- | ---------------------- | ------------------- | -------------------------- | ---------------------- |
| 197        | 1              | "Seal Our Fate"                                           | 26 de setembro de 2013  | Quintas-feiras 21:00 | 3.4/9                | 9.27                   | 14                  | —                          | 4                      |
| 198        | 2              | "I Want You With Me"                                      | 26 de setembro de 2013  | Quintas-feiras 21:00 | 3.4/9                | 9.27                   | 14                  | —                          | 4                      |
| 199        | 3              | "Everybody's Crying Mercy"                                | 3 de outubro de 2013    | Quintas-feiras 21:00 | 3.1/9                | 9.60                   | 17                  | 25                         | 5                      |
| 200        | 4              | "Puttin' on the Ritz"                                     | 10 de outubro de 2013   | Quintas-feiras 21:00 | 2.8/8                | 8.79                   | 15                  | —                          | 5                      |
| 201        | 5              | "I Bet It Stung"                                          | 17 de outubro de 2013   | Quintas-feiras 21:00 | 2.7/7                | 8.78                   | 17                  | —                          | 6                      |
| 202        | 6              | "Map of You"                                              | 24 de outubro de 2013   | Quintas-feiras 21:00 | 2.8/8                | 8.73                   | 16                  | —                          | 4                      |
| 203        | 7              | "Thriller"                                                | 31 de outubro de 2013   | Quintas-feiras 21:00 | 2.6/8                | 8.94                   | 16                  | —                          | 5                      |
| 204        | 8              | "Two Against One"                                         | 7 de novembro de 2013   | Quintas-feiras 21:00 | 2.7/7                | 8.68                   | 13                  | —                          | 4                      |
| 205        | 9              | "Sorry Seems to be the Hardest Word"                      | 14 de novembro de 2013  | Quintas-feiras 21:00 | 2.6/7                | 8.56                   | 16                  | —                          | 6                      |
| 206        | 10             | "Somebody That I Used to Know"                            | 21 de novembro de 2013  | Quintas-feiras 21:00 | 2.6/7                | 8.61                   | 16                  | —                          | 4                      |
| 207        | 11             | "Man on the Moon"                                         | 5 de dezembro de 2013   | Quintas-feiras 21:00 | 2.3/6                | 7.02                   | 23                  | —                          | 4                      |
| 208        | 12             | "Get Up, Stand Up"                                        | 12 de dezembro de 2013  | Quintas-feiras 21:00 | 2.7/8                | 8.36                   | 13                  | 25                         | 3                      |
| 209        | 13             | "Take It Back"                                            | 27 de fevereiro de 2014 | Quintas-feiras 21:00 | 3.1/9                | 9.42                   | 11                  | 19                         | 3                      |
| 210        | 14             | "You Got to Hide Your Love Away"                          | 6 de março de 2014      | Quintas-feiras 21:00 | 2.6/7                | 8.21                   | 14                  | —                          | 5                      |
| 211        | 15             | "Throwing it All Away"                                    | 13 de março de 2014     | Quintas-feiras 21:00 | 2.3/7                | 7.36                   | 17                  | —                          | 6                      |
| 212        | 16             | "We Gotta Get Out of This Place"                          | 20 de março de 2014     | Quintas-feiras 21:00 | 2.4/7                | 8.09                   | 10                  | 21                         | 5                      |
| 213        | 17             | "Do You Know?"                                            | 27 de março de 2014     | Quintas-feiras 21:00 | 2.6/7                | 8.42                   | 9                   | 19                         | 3                      |
| 214        | 18             | "You Be Illin'"                                           | 3 de abril de 2014      | Quintas-feiras 21:00 | 2.7/8                | 8.28                   | 10                  | 22                         | 3                      |
| 215        | 19             | "I'm Winning"                                             | 10 de abril de 2014     | Quintas-feiras 21:00 | 2.6/8                | 8.18                   | 8                   | 23                         | 3                      |
| 216        | 20             | "Go It Alone"                                             | 17 de abril de 2014     | Quintas-feiras 21:00 | 2.6/8                | 8.45                   | 5                   | 16                         | 2                      |
| 217        | 21             | "Change of Heart"                                         | 24 de abril de 2014     | Quintas-feiras 21:00 | 2.3/7                | 7.99                   | 9                   | 21                         | 2                      |
| 218        | 22             | "We Are Never Ever Getting Back Together"                 | 1 de maio de 2014       | Quintas-feiras 21:00 | 2.6/8                | 8.81                   | 7                   | 18                         | 2                      |
| 219        | 23             | "Everything I Try to Do, Nothing Seems to Turn Out Right" | 8 de maio de 2014       | Quintas-feiras 21:00 | 2.5/7                | 7.95                   | 7                   | 23                         | 3                      |
| 220        | 24             | "Fear (of the Unknown)"                                   | 15 de maio de 2014      | Quintas-feiras 21:00 | 2.6/8                | 8.92                   | 10                  | 20                         | 4                      |

### Audiência em DVR
| № na série | № na temporada | Episódio                                                  | Exibição                | Horário              | Aumento de classificação 18–49 | Aumento da audiência (em milhões) | Total 18-49 | Audiência total (em milhões) | Ref    |
| ---------- | -------------- | --------------------------------------------------------- | ----------------------- | -------------------- | ------------------------------ | --------------------------------- | ----------- | ---------------------------- | ------ |
| 197        | 1              | "Seal Our Fate"                                           | 26 de setembro de 2013  | Quintas-feiras 21:00 | 1.7                            | 3.89                              | 5.1         | 13.16                        | [ 75 ] |
| 198        | 2              | "I Want You With Me"                                      | 26 de setembro de 2013  | Quintas-feiras 21:00 | 1.7                            | 3.89                              | 5.1         | 13.16                        | [ 75 ] |
| 199        | 3              | "Everybody's Crying Mercy"                                | 3 de outubro de 2013    | Quintas-feiras 21:00 | 1.8                            | 4.02                              | 4.9         | 13.62                        | [ 76 ] |
| 200        | 4              | "Puttin' on the Ritz"                                     | 10 de outubro de 2013   | Quintas-feiras 21:00 | 1.8                            | 3.91                              | 4.6         | 12.71                        | [ 77 ] |
| 201        | 5              | "I Bet It Stung"                                          | 17 de outubro de 2013   | Quintas-feiras 21:00 | 2.1                            | 4.20                              | 4.8         | 12.98                        | [ 78 ] |
| 202        | 6              | "Map of You"                                              | 24 de outubro de 2013   | Quintas-feiras 21:00 | 1.8                            | 3.93                              | 4.6         | 12.67                        | [ 79 ] |
| 203        | 7              | "Thriller"                                                | 31 de outubro de 2013   | Quintas-feiras 21:00 | 2.0                            | 4.07                              | 4.6         | 13.01                        | [ 80 ] |
| 204        | 8              | "Two Against One"                                         | 7 de novembro de 2013   | Quintas-feiras 21:00 | 1.9                            | 4.07                              | 4.6         | 12.74                        | [ 81 ] |
| 205        | 9              | "Sorry Seems to be the Hardest Word"                      | 14 de novembro de 2013  | Quintas-feiras 21:00 | 2.0                            | 4.22                              | 4.6         | 12.78                        | [ 82 ] |
| 206        | 10             | "Somebody That I Used to Know"                            | 21 de novembro de 2013  | Quintas-feiras 21:00 | 1.8                            | 3.65                              | 4.4         | 12.26                        | [ 83 ] |
| 207        | 11             | "Man on the Moon"                                         | 5 de dezembro de 2013   | Quintas-feiras 21:00 | 1.8                            | 4.14                              | 4.1         | 11.23                        | [ 84 ] |
| 208        | 12             | "Get Up, Stand Up"                                        | 12 de dezembro de 2013  | Quintas-feiras 21:00 | 1.8                            | 3.97                              | 4.5         | 12.31                        | [ 85 ] |
| 209        | 13             | "Take It Back"                                            | 27 de fevereiro de 2014 | Quintas-feiras 21:00 | 1.8                            | 4.08                              | 4.9         | 13.51                        | [ 86 ] |
| 210        | 14             | "You Got to Hide Your Love Away"                          | 6 de março de 2014      | Quintas-feiras 21:00 | 1.8                            | 3.98                              | 4.4         | 12.20                        | [ 87 ] |
| 211        | 15             | "Throwing it All Away"                                    | 13 de março de 2014     | Quintas-feiras 21:00 | 1.9                            | 4.11                              | 4.2         | 11.45                        | [ 88 ] |
| 212        | 16             | "We Gotta Get Out of This Place"                          | 20 de março de 2014     | Quintas-feiras 21:00 | 1.9                            | 4.01                              | 4.3         | 12.10                        | [ 89 ] |
| 213        | 17             | "Do You Know?"                                            | 27 de março de 2014     | Quintas-feiras 21:00 | 1.8                            | 3.66                              | 4.4         | 12.08                        | [ 90 ] |
| 214        | 18             | "You Be Illin"                                            | 3 de abril de 2014      | Quintas-feiras 21:00 | 1.5                            | 3.43                              | 4.1         | 11.50                        | [ 91 ] |
| 215        | 19             | "I'm Winning"                                             | 10 de abril de 2014     | Quintas-feiras 21:00 | 1.9                            | 3.96                              | 4.5         | 12.14                        | [ 92 ] |
| 216        | 20             | "Go It Alone"                                             | 17 de abril de 2014     | Quintas-feiras 21:00 | 1.8                            | 3.75                              | 4.4         | 12.20                        | [ 93 ] |
| 217        | 21             | "Change of Heart"                                         | 24 de abril de 2014     | Quintas-feiras 21:00 | 1.6                            | 3.50                              | 3.9         | 11.49                        | [ 94 ] |
| 218        | 22             | "We Are Never Ever Getting Back Together"                 | 1 de maio de 2014       | Quintas-feiras 21:00 | 1.8                            | 3.94                              | 4.4         | 12.75                        | [ 95 ] |
| 219        | 23             | "Everything I Try to Do, Nothing Seems to Turn Out Right" | 8 de maio de 2014       | Quintas-feiras 21:00 | 1.5                            | 3.33                              | 4.0         | 11.27                        | [ 96 ] |
| 220        | 24             | "Fear (of the Unknown)"                                   | 15 de maio de 2014      | Quintas-feiras 21:00 | 1.5                            | 3.43                              | 4.1         | 12.34                        | [ 97 ] |

## Lançamento em DVD
| Grey's Anatomy: The Complete Tenth Season - Live For The Moments |                       |                       | | | | | | |
| Capa do DVD                                                      | Capa do DVD           | Capa do DVD           | Detalhes do conjunto                                                                                  | Detalhes do conjunto                                                                                  | Detalhes do conjunto                                                                                  | Características especiais | Características especiais | Características especiais |
|                                                                  |                       |                       | - 24 episódios (1 prolongado) - 6 discos - Inglês (Dolby Digital 5.1 Surround) - Comentários wm áudio | - 24 episódios (1 prolongado) - 6 discos - Inglês (Dolby Digital 5.1 Surround) - Comentários wm áudio | - 24 episódios (1 prolongado) - 6 discos - Inglês (Dolby Digital 5.1 Surround) - Comentários wm áudio | - Episódio Prolongado: "Do You Know?" - Um Dom Imensurável: Sandra Oh - Médico, Médico: Um Tutorial sobre Procedimentos Médicos para a TV - Cenas Deletadas - Ponto a Ponto: Cenas Cortadas da Décima Temporada | - Episódio Prolongado: "Do You Know?" - Um Dom Imensurável: Sandra Oh - Médico, Médico: Um Tutorial sobre Procedimentos Médicos para a TV - Cenas Deletadas - Ponto a Ponto: Cenas Cortadas da Décima Temporada | - Episódio Prolongado: "Do You Know?" - Um Dom Imensurável: Sandra Oh - Médico, Médico: Um Tutorial sobre Procedimentos Médicos para a TV - Cenas Deletadas - Ponto a Ponto: Cenas Cortadas da Décima Temporada |
| Datas de lançamento                                              |                       |                       | | | | | | |
| Região 1                                                         | Região 1              | Região 1              | Região 2                                                                                              | Região 2                                                                                              | Região 2                                                                                              | Região 4 | Região 4 | Região 4 |
| 2 de setembro de 2014                                            | 2 de setembro de 2014 | 2 de setembro de 2014 | 3 de novembro de 2014                                                                                 | 3 de novembro de 2014                                                                                 | 3 de novembro de 2014                                                                                 | 8 de outubro de 2014 | 8 de outubro de 2014 | 8 de outubro de 2014 |